# Рожалин, Николай Матвеевич
Никола́й Матве́евич Рожа́лин (1805—1834) — русский писатель, переводчик.

## Биография
Родился 30 марта (11 апреля по новому стилю) 1805 года в Москве. Из дворян. Сын М. К. Рожалина. 
Окончил курс словесного отделения Московского университета со степенью кандидата (1824), после чего некоторое время жил в Москве, не занимая никакого служебного положения и изучая древне-классические литературы.  
Благодаря своим знаниям, был принят в аристократических домах Москвы: у князя Ивана Дмитриевича Трубецкого, у Авдотьи Петровны Елагиной, у княгини Зинаиды Александровны Волконской. В Москве познакомился С. Е. Раичем, по приглашению М. П. Погодина, вступил в основанное последним в 1825 году «Общество переводчиков», принимал участие в философском кружке, известном под именем «Общество любомудрия», душой которого был поэт Д. В. Веневитинов, посвятивший Рожалину два стихотворных послания в 1824 и 1826 годах.
В 1826 участвовал в подготовке издания журнала «Московский вестник» (рукой Рожалина написаны условия, на которых Погодину предлагалось редактировать журнал), назначен одним из помощников редактора. Летом 1827 в отсутствие Погодина редактировал журнал. На страницах журнала систематически критиковал сочинения его редактора Погодина. Одним из первых заметил талант Ф. И. Тютчева. Оставил журналистику (1828) ради занятий наукой. Поддерживал попытки С. П. Шевырёва реформировать поэзию. Перевёл «Страдания Вертера» И. В. Гёте (1828–1829).
В 1828 Рожалин выехал за границу; жил в Дрездене в качестве воспитателя детей генерала П. С. Кайсарова. Здесь его навещали княгиня З. A. Волконская, С. П. Шевырев и Пётр и Иван Киреевские. В мае 1829 вместе с Шевырёвым побывал в Веймаре у Гёте.

В марте 1830 покинул дом Кайсарова и отправился с братьями Киреевскими путешествовать по Германии; с января 1831 жил в Мюнхене, где посещал лекции в университете. Из-за беспорядков в Мюнхене и из-за открывшихся симптомов чахотки переехал в Италию, став (с 1832) воспитателем сына княгини Волконской и практически членом семьи. В Риме общался с русскими художниками, особенно с А. А. Ива́новым; художники ценили «его наставления и указания». Мечтал о возвращении на родину, затруднённом безденежьем и чахоткой,  в апреле 1832 выехал в Россию вместе с Волконской, ее ближними и Шевыревым, но из-за нездоровья княгини, едва не кончившегося ее смертью, вынужден был поворотить обратно. Рожалин писал А. П. Елагиной из Рима:
«Несравненная Авдотья Петровна, когда вы получите это письмо, Шевырев уже будет иметь счастье быть с вами. Сказывать ли вам, как меня мучила зависть и нетерпение, когда я проводил его? Я бегом побежал набивать свой чемодан, очень скоро взял пашпорт, не хотел, чтобы это Шевырев, который и без того так счастлив, мог хоть одной неделей предупредить меня в вашем доме, думал Германией и морем поспеть с ним в одно время в Россию, надеялся вместе, хоть и разными заставами, выехать в Москву и три раза подходил к дверям конторы дилижансов и наконец теперь, 23 сентября, пишу к вам все еще из Рима. Что делать? У дверей этой конторы дилижансов каждый раз меня останавливала проклятая мысль, что вы теперь окружены дождями, а может быть и снегом, и наконец встретило известие, что я вряд ли бы застал пароход в Любеке. Ехать осенью сухим путем в Россию было чересчур страшно. Княгиня Волконская звала к себе, предлагала комнату, и я решился подождать весны. Но только до весны, в марте непременно в путь». 
В 1834 возвратился в Россию (по свидетельству Погодина — чтобы занять кафедру в Московском университете), но на другой же день после своего приезда в Санкт-Петербург умер (31.12.1834). Все рукописи Рожалина, уже приготовленные им к печати, сгорели в конторе дилижансов, куда были присланы из-за границы.

## Сочинения и переводы Н. М. Рожалина
- О Рамаяне, индийской поэме. Из Геерена. — Московский вестник, 1827, часть I, № 4.
- О древней торговле. Из Геерена. — Московский вестник, 1827, часть IV, № 15.
- О Махабхарате, индийской поэме. Из Геерена. — Московский вестник, 1827, часть IV, № 16.
- Вот, где был предатель! Эпизод из Гётева романа: «Странствования Вильгельма Мейстера». — Московский вестник, 1827, ч. II, № 5 и № 6.
- Сравнение романов китайских с европейскими. Из предисловия г-на Абель-Ремюза к роману: «Ю-Киао-Ли, или Двоюродные сестры». — Московский вестник, 1827, часть III, № 9.
- О нынешней славе России в чужих краях. — Московский вестник, 1830, часть I, № 1 (без подписи).
- Нечто о споре по поводу Онегина. — Вестник Европы, 1825, часть 144, № 17.
- Перевод «Страданий Вертера» Гёте. — Издание А. А. Елагина, М., 1828 (часть І) и 1829 (часть II), издан без имени переводчика.
- Письма к С. П. Шевырёву. — Русский архив, 1906, книга II.